# Ibragim Tażyjew
Ibragim Tażyjew (ros. Ибрагим Тажиев, ur. 20 kwietnia 1904 w obwodzie syr-darskim, zm. 28 września 1960 w Moskwie) – działacz państwowy Kazachskiej SRR.

## Życiorys
W latach 1923–1926 był słuchaczem fakultetu robotniczego przy Piotrogrodzkim/Leningradzkim Instytucie Politechnicznym, 1926-1930 studiował w Leningradzkim Instytucie Politechnicznym im. Kalinina, w którym 1930-1931 był aspirantem. Od 1930 należał do WKP(b), 1930-1931 kierował sekcją Wszechzwiązkowego Zaocznego Instytutu Kotłowo-Turbinowego, później był inżynierem i głównym inżynierem trustu "Orgeniergo" w Moskwie, a 1932-1933 zarządcą trustu "Sriedazeniergo". W latach 1933–1936 był zastępcą szefa i szefem budowy elektrociepłowni w Ałma-Acie, 1936-1937 zarządcą trustu "Ałmaataeniergo", od 1937 zastępcą ludowego komisarza, a w 1938 ludowym komisarzem gospodarki komunalnej Kazachskiej SRR i jednocześnie 1937-1940 zastępcą przewodniczącego Rady Komisarzy Ludowych Kazachskiej SRR. W latach 1940–1942 był szefem budowy hydroelektrowni w Karagandzie, 1942 szefem budowy zakładu metalurgicznego w Karagandzie, 1942-1943 szefem "Gławpromeniergomontaż" Ludowego Komisariatu Elektrowni ZSRR, a 1943-1951 przewodniczącym Państwowego Komitetu Planowania przy Radzie Komisarzy Ludowych/Radzie Ministrów Kazachskiej SRR i zastępcą przewodniczącego Rady Komisarzy Ludowych/Rady Ministrów Kazachskiej SRR. W latach 1951–1953 był zastępcą ministra elektrowni ZSRR, od 1953 do lutego 1954 ponownie zastępcą przewodniczącego Rady Ministrów Kazachskiej SRR, od 19 lutego 1954 do 25 kwietnia 1959 sekretarzem KC KPK i w 1959 stałym przedstawicielem Rady Ministrów Kazachskiej SRR przy Radzie Ministrów ZSRR. Był odznaczony trzema Orderami Czerwonego Sztandaru Pracy i Orderem „Znak Honoru”. Został pochowany na cmentarzu Nowodziewiczym.